# Eerste divisie (vrouwenhandbal) 1980/81
De eerste divisie is de op een na hoogste afdeling van het Nederlandse handbal bij de dames op landelijk niveau. In het seizoen 1980/1981 werden Swift A en PSV kampioen en promoveerden naar de eredivisie. Jonk Cars/Vido, DSVD, Sittardia/DVO en Verburch degradeerden naar de tweede divisie.

## Opzet
- De kampioenen promoveren rechtstreeks naar de eredivisie (mits er niet al een hogere ploeg van dezelfde vereniging in de eredivisie speelt).
- De twee ploegen bij beide competities die als laatste eindigen, degraderen rechtstreeks naar de tweede divisie.

## Eerste divisie A

### Teams
| Ploeg           | Plaats      | Provincie     |
| --------------- | ----------- | ------------- |
| Bornerbroek     | Bornerbroek | Overijssel    |
| DSVD            | Deurningen  | Overijssel    |
| ESCA            | Arnhem      | Gelderland    |
| PI/Foreholte    | Voorhout    | Zuid-Holland  |
| HMS             | Utrecht     | Utrecht       |
| HVS             | Schagerbrug | Noord-Holland |
| Ookmeer         | Amsterdam   | Noord-Holland |
| Quick '20       | Oldenzaal   | Overijssel    |
| Swift A         | Arnhem      | Gelderland    |
| De Volewijckers | Amsterdam   | Noord-Holland |
| Jonk Cars/Vido  | Purmerend   | Noord-Holland |
| WWV             | Winterswijk | Gelderland    |

### Stand
| Pos | Club            | Wed | W  | G | V  | Ptn | DV  | DT  | +/− | Opmerking                         |
| --- | --------------- | --- | -- | - | -- | --- | --- | --- | --- | --------------------------------- |
| 1   | Swift A         | 18  | 14 | 2 | 2  | 30  | 195 | 133 | +62 | Promoveert naar de eredivisie     |
| 2   | PI/Foreholte    | 18  | 10 | 4 | 4  | 24  | 198 | 159 | +39 |                                   |
| 3   | Quick '20       | 18  | 10 | 4 | 4  | 24  | 156 | 136 | +20 |                                   |
| 4   | De Volewijckers | 18  | 11 | 1 | 6  | 23  | 156 | 138 | +18 |                                   |
| 5   | HVS             | 18  | 9  | 1 | 8  | 19  | 159 | 172 | −13 |                                   |
| 6   | ESCA            | 18  | 7  | 3 | 8  | 17  | 166 | 178 | −12 |                                   |
| 7   | Bornerbroek     | 18  | 6  | 1 | 11 | 13  | 134 | 156 | −22 |                                   |
| 8   | WWV             | 18  | 4  | 3 | 11 | 11  | 133 | 170 | −37 |                                   |
| 9   | Jonk Cars/Vido  | 18  | 4  | 2 | 12 | 10  | 159 | 187 | −28 | Degradeert naar de Tweede divisie |
| 10  | DSVD            | 18  | 3  | 3 | 12 | 9   | 146 | 173 | −27 | Degradeert naar de Tweede divisie |

## Eerste divisie B

### Teams
| Ploeg             | Plaats      | Provincie     |
| ----------------- | ----------- | ------------- |
| Animo             | Rijswijk    | Zuid-Holland  |
| Ancora            | Barendrecht | Zuid-Holland  |
| Van der Broek/DES | Eindhoven   | Noord-Brabant |
| EBHV              | Breda       | Noord-Brabant |
| DW/Hellas 2       | Den Haag    | Zuid-Holland  |
| Sittardia/DVO     | Sittard     | Limburg       |
| PSV               | Eindhoven   | Noord-Brabant |
| Verburch          | Poeldijk    | Zuid-Holland  |
| Wings             | Den Haag    | Zuid-Holland  |
| Zonnebloem        | Montfort    | Limburg       |

### Stand
| Pos | Club              | Wed | W  | G | V  | Ptn | DV  | DT  | +/− | Opmerking                         |
| --- | ----------------- | --- | -- | - | -- | --- | --- | --- | --- | --------------------------------- |
| 1   | PSV               | 18  | 13 | 2 | 3  | 28  | 229 | 179 | +50 | Promoveert naar de Eredivisie     |
| 2   | Wings             | 18  | 9  | 5 | 4  | 23  | 195 | 173 | +22 |                                   |
| 3   | Animo             | 18  | 10 | 3 | 5  | 23  | 164 | 147 | +17 |                                   |
| 4   | Van der Broek/DES | 18  | 9  | 3 | 6  | 21  | 171 | 169 | +2  |                                   |
| 5   | EBHV              | 18  | 8  | 1 | 9  | 17  | 208 | 212 | −4  |                                   |
| 6   | Ancora            | 18  | 6  | 4 | 8  | 16  | 180 | 180 | 0   |                                   |
| 7   | Zonnebloem        | 18  | 5  | 5 | 8  | 15  | 153 | 152 | +1  |                                   |
| 8   | DW/Hellas 2       | 18  | 7  | 1 | 10 | 15  | 187 | 204 | −17 |                                   |
| 9   | Sittardia/DVO     | 18  | 6  | 1 | 11 | 13  | 164 | 208 | −44 | Degradeert naar de Tweede divisie |
| 10  | Verburch          | 18  | 3  | 3 | 12 | 9   | 165 | 192 | −27 | Degradeert naar de Tweede divisie |